# 이아코포 3세 아피아노
이아코포 3세 아피아노(Iacopo III Appiano, 1422년 – 1474년 3월 22일)는 르네상스 시기 아피아노가 출신의 피옴비노 후작이다.
피옴비노에서 에마누엘레 아피아노의 서자로 태어났다. 악화되어가는 재정에도 그는 예술의 후원가였으며, 그의 궁정에는 피옴비노의 재개발로 광범위한 도시화를 시행한 건축가 안드레아 구아르디등이 거주했다.
그는 1474년 피옴비노에서 사망했고, 그의 아들 이아코포가 그 자리를 물려받았다.
| 이전 에마누엘레 아피아노 | 피옴비노 후작 1457–1474 | 이후 이아코포 4세 아피아노 |